# Morten Karlsen
Morten Karlsen (* 25. März 1979 in Kopenhagen) ist ein dänischer ehemaliger Fußballspieler auf der Position eines defensiven Mittelfeldspielers und Abwehrspielers. Seine Karriere als Aktiver verbrachte er in seinem Heimatland Dänemark und in den Niederlanden.

## Vereinskarriere

### Jugend und Karrierebeginn
Seine aktive Karriere als Fußballspieler begann der in Kopenhagen geborene Morten Karlsen beim einst sehr erfolgreichen und altehrwürdigen B.93 Kopenhagen. Dort durchlief der vielversprechende Nachwuchsfußballer sämtliche Jugendspielklassen und stieg von diesen schließlich zur Saison 1997/98 erstmals ins Herrenteam des Vereins auf, wo er noch gleich in seiner ersten Spielzeit im Erwachsenenbereich mit gleich vielen Punkten wie Meister Viborg FF, jedoch mit einer niedrigeren Tordifferenz, Vizemeister wurde. Da auch der Zweitplatzierte der zweithöchsten dänischen Fußballliga in die Superliga aufsteigen konnte, fixierte die Mannschaft so den Aufstieg in die Erstklassigkeit, in der sich das Team allerdings nicht lange halten konnte. Bereits nach einer absolvierten Spielzeit musste das Team, nach 27 Niederlagen aus 33 Spielen, dem Abstieg ins Auge sehen. Karlsen etablierte sich in dieser Saison erstmals als Stammspieler im defensiven Mittelfeld bzw. in der Defensive und kam auf eine Bilanz von 29 Ligaeinsätzen. Nach dem neuerlichen Abstieg in die Zweitklassigkeit wollte man den vielversprechenden Nachwuchsspieler nicht aufgeben und ihm die Möglichkeit bieten, bei einem größeren international aktiven Klub unterzukommen. So entstanden noch während der Saison 1999/2000 Verhandlungen mit dem englischen Premier-League-Klub Aston Villa, die den jungen Dänen zum Probetraining luden. Während seiner Probetrainingseinheiten zeigte er annehmbare Leistungen, wobei auch einer Vertragsunterbreitung nichts mehr im Wege zu stehen schien. So kam der Däne unter anderem auch in einer Begegnung des Reserveteams des Klubs zum Einsatz, konnte aber am Ende der Probezeit keinen Vertrag mit Villa abstauben und musste wieder den Heimweg nach Kopenhagen antreten. Bei seinem Heimatklub absolvierte er schließlich noch zahlreiche Ligaeinsätze und erzielte seine ersten beiden Pflichtspieltreffer. Mit der Mannschaft landete er zum Saisonschluss auf Rang 3, nur einen Punkt vom neuerlichen Aufstieg entfernt.

### Als Kopenhagener Stammspieler in die Niederlande
Die Spielzeit 2000/01 verlief für den B.93 Kopenhagen allgemein nur mittelmäßig. Nach mäßigem Saisonverlauf, in dem Karlsen zwar als einer der Stammakteure agierte, erreichte die Mannschaft lediglich einen Platz im Tabellenmittelfeld, in der zum Teil doch recht dichtgestaffelten Abschlusstabelle. Nach einer weiteren Saison als Stammspieler verließ Karlsen seinen Klub mit Ende der Spielzeit 2001/02, nachdem die Mannschaft über weite Strecken der Saison in den Abstiegskampf in die Drittklassigkeit verwickelt war und den Abstieg nur knapp abwenden konnte. Von Kopenhagen aus wechselte das ehemalige Nachwuchstalent von B.93 in die Niederlande zum damals noch in der Erstklassigkeit vertretenen FC Zwolle. Hier brauchte der 1,74-m-Mann nicht lange, um sich als einer der Stammspieler einzugliedern, und kam bis zum Saisonende auf eine Bilanz von 27 von 34 möglich gewesenen Meisterschaftseinsätzen. Zudem gelang ihm am 3. Mai 2003 beim 3:1-Erfolg über Roda JC sein erster und auch einziger Treffer in der Eredivisie. Nachdem das Team längere Zeit in den Abstiegskampf verwickelt war, musste man schlussendlich aufgrund einer niedrigeren Tordifferenz an den Play-offs teilnehmen. Dort konnte sich die Mannschaft allerdings klar durchsetzen und so den Klassenerhalt sichern. Nach einer weiteren nur wenig beeindruckenden Spielzeit 2003/04, in der sich der FC Zwolle nicht weiter fangen konnte und zum Saisonende auf dem direkten Abstiegsplatz in die zweitklassige Eerste Divisie stand, beschloss der dänische Defensivakteur nach 26 Ligaeinsätzen den Verein zu wechseln.

### Rückkehr nach Dänemark
Dabei unterschrieb er einen Vertrag beim Superliga-Klub FC Nordsjælland, bei dem er sofort als Stammspieler eingesetzt wurde, jedoch auch dort um den Abstieg spielte. Dieser konnte letztendlich mit dem zehnten Tabellenplatz noch abgewandt werden; Morten Karlsen war dabei in 29 Meisterschaftspartien im Einsatz. Nach dem Abstiegskampf 2004/05 mäßigte sich die Leistung der gesamten Mannschaft in der Saison 2005/06, wobei das Team im Endklassement einen neunten Platz im dichtgestaffelten Tabellenmittelfeld erreichte. In den darauffolgenden Spielzeiten kam Karlsen, vorwiegend verletzungsbedingt, nur vermindert zu Einsätzen und musste seine angestammte Position an seine Teamkameraden abgeben. Grund dafür waren vor allem eine schwere Gehirnerschütterung bzw. ein Schädel-Hirn-Trauma, die/das sich Karlsen in einem Spiel gegen die Brøndby IF im Frühjahr 2007 bei einem Zusammenstoß mit dem talentierten Jugendnationalspieler Martin Spelmann zuzog und die ihn beinahe ein Jahr vom aktiven Profifußball ausfallen ließ. Aufgrund dieser Verletzung klagte Karlsen knapp zwei Jahre lang über ständige Kopfschmerzen und Übelkeit und musste über einen langen Zeitraum einen eigens angefertigten Helm tragen, der in einem englischen Online-Shop für Rugby-Ausrüstung erworben und durch einen Bandagisten aus Aarhus verfeinert wurde. Da Morten Karlsen, nachdem er wieder einsatzbereit war, diesen Helm fortan bei jedem seiner Einsätze trug, brachte es ihm in Dänemark unter anderem den Titel „Dänischer Čech“ ein. Als der FC Nordsjælland zum Saisonende 2006/07 bereits auf den vorderen Tabellenplätzen vertreten war, kam Karlsen zu lediglich 17 Erstligaeinsätzen. Unter seinem Namensvetter Morten Wieghorst kam Karlsen auch 2007/08 kaum zu seiner ehemaligen Stammposition zurück und brachte es nach seiner Rückkehr von der langen Verletzungspause bis Saisonende auf insgesamt 19 Einsätze in der Liga. Noch im Frühjahr 2008 zog sich der Mittelfeldakteur in einer Partie gegen den Lyngby BK eine weitere Gehirnerschütterung zu. Aufgrund der Fair-Play-Wertung qualifizierte sich der Neuntplatzierte FC Nordsjælland für die 1. Quali-Runde zum UEFA-Pokal 2008/09, von wo aus sich Karlsen mit seiner Mannschaft durch zwei weitere Qualifikationsrunden bis in die erste Runde des Turniers vorkämpfte, dort allerdings dem griechischen Vertreter Olympiakos Piräus klar mit einem Gesamtergebnis von 0:7 unterlag. Nachdem sich Morten Karlsen wieder annähernd seine Position als Stammspieler zurückerkämpft hatte und es dabei auf 24 Ligaauftritte und einen achten Platz in der Spielzeit 2008/09 gebracht hatte, kam es in der Folgesaison 2009/10 zu einem Vereinswechsel des einstigen dänischen Nachwuchsnationalspielers, der den Klub noch im Winter nach zwölf absolvierten Ligaspielen verließ und sich dem Ligakonkurrenten Randers FC anschloss.

### Über den Randers FC zur Esbjerg fB
Nach der Winterpause absolvierte der 30- bzw. 31-Jährige noch 14 Ligapartien für den Klub aus der Hafenstadt Randers und konnte mit dem Randers FC, während sich sein vorheriger Klub mit dem Pokalsieg 2010 den ersten Titel in der Vereinsgeschichte und damit auch die Teilnahme an der 3. Quali-Runde zur UEFA Europa League 2010/11 sicherte, aufgrund der Fair-Play-Wertung an der 1. Quali-Runde des besagten Bewerbs teilnehmen. Dort konnte sich das Team allerdings nicht gegen den späteren Halbfinalisten, den Hamburger SV, durchsetzen und schied mit einem Gesamtergebnis von 1:4 vom laufenden Bewerb aus. Nachdem Karlsen bis zur Winterpause 2010/11 noch 16 Ligaspiele für Randers absolviert hatte, wechselte er schließlich von einer Hafenstadt zu anderen, genauer gesagt nach Esbjerg, zur dort beheimateten Esbjerg fB, die ihren Spielbetrieb zu diesem Zeitpunkt ebenfalls in der Superliga hatte. Bei dieser unterschrieb er einen Vertrag bis Sommer 2012 und kam in weiteren 14 Ligapartien zum Einsatz, sodass er es bis zum Saisonende auf eine Bilanz von 30 Ligaeinsätzen gebracht hatte. Dennoch konnte er zum Saisonende in der großteil sehr dichtgestaffelten Tabelle den vermeintlichen Abstieg nicht abwehren und stieg mit der Mannschaft als Tabellenletzter in den Spielbetrieb der zweithöchsten dänischen Liga ab. Ebenso stieg auch sein vorheriger Verein als Vorletzter in der Tabelle in die nächstniedrigere Spielklasse ab. Dort sind die beiden Teams unter anderem Aspiranten für den Wiederaufstieg in die Superliga, wobei Karlsen mit seinem Defensivspiel als wichtige Mannschaftsstütze agiert.

## Nationalmannschaftskarriere
Aus dem erfolgreichen Nachwuchs des B.93 Kopenhagen kommend sammelte Morten Karlsen im Jahre 1998 erste Erfahrungen in den dänischen Nationalauswahlen, wobei er sein erstes Länderspiel am 17. November 1998 für die U-19-Nationalelf seines Heimatlandes absolvierte, dabei von Beginn an spielte und während der 0:2-Niederlage gegen die Alterskollegen aus Irland durch Dan Anton Johansen ersetzt wurde. Ende Dezember desselben Jahres folgten bei einem Turnier in Portugal zwei weitere Länderspieleinsätze, diesmal für die U-20-Auswahl von Dänemark. Nach einem weiteren U-19-Länderspieleinsatz im Januar 1999 folgten in den Jahren 2000 und 2001 insgesamt vier Nationalspiele für die dänische U-21-Nationalmannschaft. Danach wurde Karlsen in keine weitere Nationalmannschaft mehr einberufen und erhielt auch keine Einladung in die A-Nationalmannschaft seines Heimatlandes. Von seinen insgesamt acht Länderspieleinsätzen konnte Morten Karlsen mit seinem Team nur in einer Begegnung (1:1 gegen Portugals U-21) einen Punktgewinn heraus, all die anderen sieben Begegnungen wurden von den Dänen verloren. Beim ebengenannten Spiel gegen die Portugiesen erzielte der eigentlich als Defensivakteur auftretende Karlsen auch seinen ersten und einzigen Treffer in einer dänischen Nationalauswahl.

## Erfolge
- 1 × Vizemeister der dänischen 1. Division und Aufstieg in die dänische Superliga: 1997/98